# Octopus tenebricus
Octopus tenebricus är en bläckfiskart som beskrevs av Smith 1884. Octopus tenebricus ingår i släktet Octopus och familjen Octopodidae. Inga underarter finns listade i Catalogue of Life.